# Poalé Agudat Israel
Poalé Agudat Israel (hebreu: פועלי אגודת ישראל‎) fou un partit polític ultraortodox d'Israel. Fou fundat a Polònia com a sindicat de la secció polonesa d’Agudat Israel, i fins i tot presentà candidats a les eleccions poloneses. Amb l'establiment de l'Estat d'Israel es transformà en partit polític dels treballadors ultraortodoxos associat a Agudat Israel, i formà part d’Histadrut. Els seus principals dirigents eren Kalman Kahana, Yaakov Katz i Benjamin Mintz.
A les primeres eleccions a la Kenésset participà en una llista conjunta, el Front Unit Religiós, amb Agudat Israel, Mizrahí i ha-Poel ha-Mizrahí, i van obtenir 16 escons. Formà part del govern de coalició de David Ben-Gurion amb el Mapai, el Partit Progressista, les Comunitats Sefardita i Oriental i la Llista Democràtica de Natzaret.
No obstant això, el grup creà problemes a la coalició de govern per la seva actitud diferent en l'educació en els nous campaments d'immigrants i el sistema d'educació religiosa. També van exigir que Ben Gurion clausurés el Ministeri d'Abastament i Racionament i nomenés un home de negocis com a Ministre de Comerç i Indústria. Com a resultat d'això, Ben-Gurion va dimitir el 15 d'octubre de 1950. Quan es van resoldre les diferències, Ben-Gurion va formar el segon govern l'1 de novembre de 1950, amb el Front Unit Religiós conservant el seu lloc a la coalició.
A les eleccions de 1951 el Front Unit Religiós es va dissoldre, i Poalé Agudat Israel es presentà en solidari dirigit per Kalman Kahana, un dels signataris de la Declaració d'Independència d'Israel. Va obtenir dos escons i va participar en la coalició de Ben-Gurion. Malgrat això, van ajudar a enderrocar el tercer govern després de no estar d'acord amb Ben-Gurion en qüestions d'educació religiosa. No van ser inclosos en els quart, cinquè i sisè govern.
Per a les eleccions de 1955 el partit es va unir a Agudat Israel per a formar el Front Religiós de la Torà, que va obtenir sis escons. No participaren en el sisè i setè governs de coalició.
A les eleccions de 1959 participà novament en el Front Religiós de la Torà i va obtenir sis escons. Una vegada més, no es va unir a la coalició governant. El 9 d'agost de 1960 l'aliança es va trencar, i Poalé Agudat Israel li tocaren dos dels sis escons. Després de la ruptura, Poalé Agudat Israel es va unir al govern de coalició i Benjamin Mintz va ser nomenat Ministre de Correus.
A les eleccions de 1961 el partit mantingué els seus dos escons, i foren socis dels governs novè, desè i onzè. A les eleccions del 1965 va tornar a obtenir dos escons i es va unir al dotzè govern que es va ensorrar a la mort de Leví Eixkol. Poalé Agudat Israel van abandonar la coalició quan Golda Meïr va assumir la direcció del tretzè govern. A les eleccions de 1969 el partit mantingué els seus dos escons, però no es va unir a la coalició governant.
Per a les eleccions de 1973 el partit es va unir a Agudat Israel per a recrear de nou Front Religiós de la Torà, que va obtenir cinc escons. Tanmateix, el 15 de març de 1977 es trencà el Front i Poalé Agudat Israel va prendre dos dels cinc escons. A les eleccions de 1977 va obtenir només un escó. I a les següents eleccions de 1981 no va aconseguir creuar el llindar electoral per 2.284 vots.
El nom del partit va ser breument ressuscitat a l'11è Kenésset quan Moraixà, part de la coalició de govern, trencà amb ella i l'ex membre de Poalé Agudat Israel Avraham Verdiger anomenà la seva facció Moraixà - Poalé Agudat Israel. Es va fusionar amb Agudat Israel abans de les eleccions de 1988.